# クリームフィールズ・オーストラリア

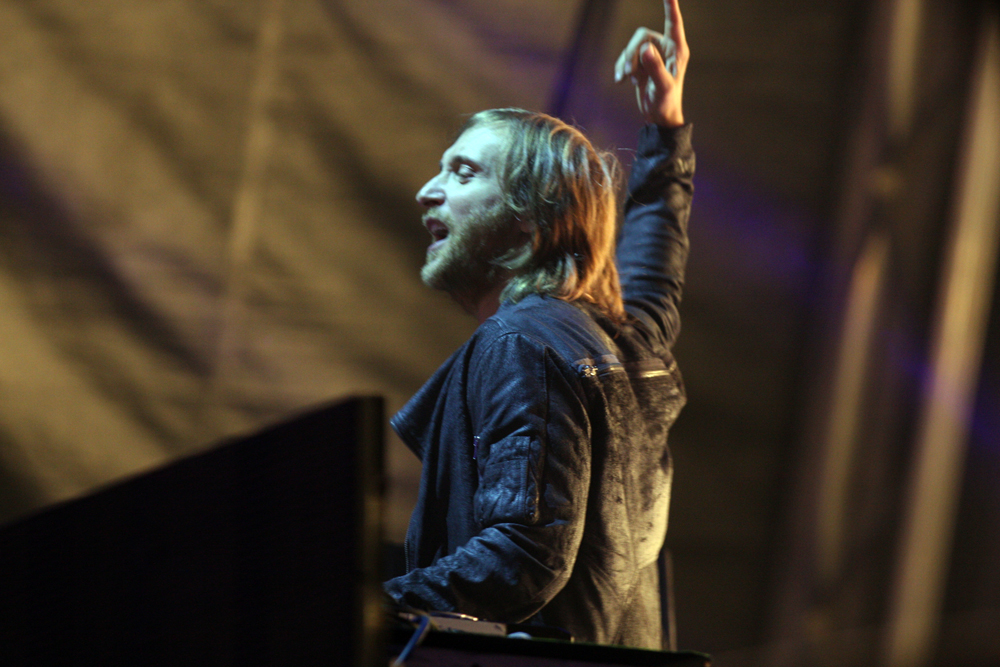
シドニーのクリームフィールズでヘッドライナーを務めるデヴィッド・ゲッタ。

クリームフィールズ・オーストラリア (Creamfields Australia) は、オーストラリアの各地の主要都市で、毎年開催されているダンス・ミュージックのフェスティバル。イベントを主催しているトーテム・ワンラブ・グループ (Totem OneLove Group) は、ステレオソニックの運営にもあたっており、2010年にクリームフィールズのブランドをオーストラリアに持ち込んだ。クリームフィールズのブランドは、リヴァプールの有名なナイトクラブであるクリームの経営陣が生み出したものである。2010年にヘッドライナーを務めたのは、ブラッディー・ビートルーツ、スティーヴ・アンジェロ、MSTRKRFT、フェリー・コーステン、LMFAO、デイヴ・クラーク、マルコ・Vらであった。2010年には、メルボルン、シドニー、ブリスベン、パース、アデレードでイベントが開催された。
2011年のフェスティバルでは、デッドマウスがヘッドライナーとなり、これにマーティン・ソルヴィグ、スクリレックス、チャッキー、サイモン・パターソン、ガブリエル・アンド・ドレスデン、ウィンター・ゴードン、ケビン・サンダーソン、デリック・メイが加わった。4月22日のアデレードでは、「プラネット・クリーム (Planet Cream)」の名で開催され、23日にはパース、25日にはメルボルン、25日にはキャンベラで「ウェアハウス (Warehouse)」の名で開催され、30日のシドニーを経て、5月1日のブリスベンでツアーを終えた。